# Casarsa della Delizia
Casarsa della Delizia (Cjasarse en frioulan) est une commune italienne d'environ 9 000 habitants, de la province de Pordenone dans la région autonome du Frioul-Vénétie Julienne en Italie.

## Histoire
La ville subit un lourd bombardement allié le 4 mars 1945.

## Personnalités

### Susanna Colussi

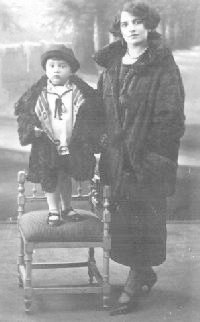

- Susanna Colussi, mère de Pier Paolo Pasolini, est originaire de Casarsa où elle enseignait au sein de l'école élémentaire. Elle disposait d'une maison dans cette petite commune (à Versuta). Pier Paolo y a grandi puis, malgré les nombreux déménagements liés aux affectations de son père militaire, y a passé presque toutes ses vacances jusqu'à la fin de son adolescence. La maison fut détruite à la fin de la Seconde Guerre mondiale. Inquiété par une affaire de détournement de mineurs en 1949, Pasolini dut quitter la région et s'installer à Rome avec sa mère. Après l'assassinat à Ostie, la dépouille de Pier Paolo Pasolini est enterrée à Casarsa, à côté de celle de sa mère et non loin de celle de son père Carlo Alberto et de Guido, son frère cadet.
- Nico Naldini est né à Casarza della Delizia.

## Administration
| Période                                  | Période  | Identité          | Étiquette    | Qualité |
| ---------------------------------------- | -------- | ----------------- | ------------ | ------- |
| 29/05/2007                               | En cours | Angioletto Tubaro | Centre-Droit |         |
| Les données manquantes sont à compléter. |          |                   |              |         |

### Communes limitrophes
Arzene, Fiume Veneto, San Vito al Tagliamento, Valvasone, Zoppola